# Makedóniai Arszinoé
Arszinoé (Ἀρσινόη) makedón nő volt, I. Ptolemaiosz egyiptomi fáraónak (i. e. 323–283), a Ptolemaida-dinasztia alapítójának az anyja.

## Élete
Arszinoé eredetileg II. Philipposz makedón király ágyasa volt, akit akkor adtak Lagosznak, a makedón nemesembernek, amikor már terhes volt Ptolemaiosszal, de lehetséges, hogy ez csak későbbi kitaláció, melynek célja az volt, hogy dicső eredetet alkossanak a ptolemaida háznak. Ptolemaioszt a makedónok Philipposz fiának tartották. Arra is történt kísérlet, hogy Arszinoét az argoszi dinasztia tagjának állítsák be, és ezzel legitimálják Ptolemaiosz trónigényét, de a modern kutatás szerint ez kitaláció.

## Fordítás
- Ez a szócikk részben vagy egészben  az   Arsinoe of Macedon című angol Wikipédia-szócikk ezen változatának fordításán alapul.  Az eredeti cikk szerkesztőit annak laptörténete sorolja fel. Ez a jelzés csupán a megfogalmazás eredetét és a szerzői jogokat jelzi, nem szolgál a cikkben szereplő információk forrásmegjelöléseként.